# Antezana 247
Antezana 247 (también una calle y numeración en Villa Crespo) es el álbum de estudio debut del rapero YSY A. Se lanzó el 11 de noviembre de 2018, fue distribuido por Faro Latinoy contó con las colaboraciones de Duki, Neo Pistea, Obie Wanshot y Marcianos Crew, y con la producción del colectivo de productores NEUEN.
Antezana 247 es un álbum conceptual que cuenta las experiencias que vivió Alejo, junto a Duki y Neo Pistea, en una localidad que alquilaron en Villa Crespo, a la cual bautizaron como "La Mansión", durante la etapa que formaron el trío Modo diablo. Basado totalmente en el género del Trap latino, también incluye incursiones en música latina, como salsa y cumbia. Como sencillos, fueron lanzados «Tamo Loco» y «Vuelta a la Luna (Remix)», junto a Duki y Neo Pistea, y tuvo críticas positivas considerándose en un álbum reconocido dentro del género urbano.

## Trasfondo y grabación
Siguiendo la finalización del Quinto Escalón en 2017, Acosta decidió embarcarse en una carrera musical como solista, uniéndose al rapero Duki, quien era un usual participante de la competencia. En noviembre de ese mismo año, se mudó a una casa alquilada en Villa Crespo, a la cual bautizaron el mismo día de la mudanza como "La Mansión", junto al propio Duki, Neo Pistea, otro rapero que provenía de una agrupación de trap llamado KMD, con quien Acosta tuvo su primer tour junto a la Cofradía, una banda de la que formaba parte junto a Muphasa MC, y el colectivo de productores NEUEN.
Durante inicios del 2018, Ysy A conformó el primer tour, totalmente autogestionado por él mismo, de Modo diablo, un supergrupo musical integrado por el mismo Acosta, Duki, y Neo Pistea. Durante esas giras, empezó a grabar Antezana 247, que originalmente estaba intencionado para que sea un EP de Modo Diablo. Al mismo tiempo, los integrantes de la Mansión empezaron a generar deudas, por lo que se vieron forzados a generar fiestas clandestinas para sustentar la localidad. En febrero, se grabó la primera parte de Vuelta a la Luna, pero su producción fue pospuesta para acabar siendo finalizada en septiembre. En ese mismo mes, el primer tema completado fue «Tamo Loco». «Amanecer» fue escrita y grabada luego de que los integrantes de la Mansión regresaran de una fiesta, en donde todos desafiaron al productor Oniria a realizar un beat. Cuando el instrumental se terminó, el único que quedaba despierto era Acosta, quien escribió la letra al amanecer. Varias canciones así del disco también fueron grabadas de esa forma. «Tragos Fuertes» fue grabado después de la gira de Duki en España a mediados de 2018. «Muévelo» fue grabado después de «Hijo de la Noche», y según NEUEN la versión original era de dancehall, pero luego sería descartado por una demo hecha por Acosta y Marcianos Crew que tenía cumbia. «No Sé», junto a Duki, también fue grabado después de Hijo de la Noche, y el adelanto que se filtro tenía un verso original de Ysy A de su canción «Salgo a Cazar».

## Promoción y sencillos
El primer sencillo lanzado fue «Tamo Loco», el 29 de octubre de 2018, junto a un vídeo musical estrenado en YouTube con la dirección de Facundo Ballve y Acosta. En él, se ve como Ysy A y el resto de integrantes de Modo Diablo y la agrupación NEUEN forman parte del funeral de La Mansión, con un grupo de niños llevando flores a la tumba. Más tarde, Acosta explicó el concepto, diciendo que "El final es una metáfora de dejar ese lugar en el que tanto tiempo pasamos, dejar de lado todas esas experiencias, donde surgimos, evolucionar, crecer. En el video se muestra eso al momento de que los chicos dejan peluches en una tumba, como si la casa fuera nuestra madre y nosotros quedamos huérfanos de ella." La canción alcanzó el puesto 45 de Argentina en la lista de éxitos de Spotify y las 10 millones de visitas en YouTube. El segundo sencillo fue el remix de Vuelta a la Luna, que incluyó un verso de Neo Pistea, junto a un video musical, lanzado el 18 de abril de 2019, que alcanzó su pico en el puesto 33 de Spotify Argentina, y que consiguió casi 25 millones de views en la plataforma de YouTube.
Acosta presentó el álbum completo el 14 de diciembre con un show en el teatro Ópera Orbis, junto al rapero C.R.O.

## Concepto y música
Antezana 247 es un álbum conceptual, que cuenta las vivencias de Acosta, Duki, y Neo Pistea en La Mansión, cuya ubicación es el título del disco. Según Ysy A en una entrevista con Billboard, "el álbum relata mi vida desde que terminó el Quinto Escalón", siendo que justamente, el 11 de noviembre de 2017, cuando finalizó el Quinto en un evento, Acosta y Lombardo decidieron iniciar su carrera como músicos, mudandóse a la Mansión.
El disco inicia con la canción «Bienvenida», y como dice el título, es la bienvenida a la Mansión tras la finalización del Quinto, con un audio grabado por Acosta invitando a unos amigos a pasarse por la localidad. La primera canción, «Hidro», relata los inicios de Ysy A en el Quinto Escalón, siendo el tema más "hip-hop" del álbum. Según NEUEN, "al principio, la sonoridad de la voz es cruda, como en la plaza, hasta que el beat se transforma y termina con autotune. Representa el pasado y el presente, el paso del rap al trap: los elementos musicales evolucionan de manera progresiva y organica." En Vuelta a la Luna, Ysy y Duki narran los momentos duros que están viviendo en La Mansión, por los excesos de drogas y alcohol, provocados por el descontrol, donde siempre había más de 10 personas, y donde las mujeres que se quedaban hasta les robaban propiedades suyas. Así, el disco continúa narrando vivencias de los integrantes de la casa, y finalmente, el cierre en Tamo Loco, es representado en el vídeo musical los niños llevando juguetes representan el cierre del ciclo inicial que tuvieron (freestyle en su mayoría) todos aquellos que a La Mansión acudieron, y poniendole fin a la etapa de la casa. Esto también es representado en el cover del álbum, donde se ve una tumba rodeada de juguetes. Acosta lo explicó en una entrevista: "Escuchando el disco me di cuenta que fui contando todo lo que me pasó este año. Y eso me llevó pensar en el fin de una etapa, en el fin de La Mansión. Que fue un poco lo que nos pasó a nosotros. Somos unos niños que nos quedamos sin el pelotero y tuvimos que crecer."

## Recepción y críticas
Antezana 247 fue recibido por críticas muy positivas, que alabaron en su mayor parte, el concepto y la experimentación musical del disco. Grabiel Plaza, del diario La Nación, lo describió: "Desaforado es el flow, la energía de sus beats y una lírica intensa que habla de drogas, alcohol, mujeres y noches interminables en La Mansión, la casa donde vivió con Duki, otra de los reyes del trap, durante un año." Eric Olsen, de la página IndieHoy, comentó sobre el álbum: "Antezana 247 es un disco sólido de trap y si se mantiene dentro del molde es para presentar a su MC en un territorio que conoce mejor que nadie."

## Tracklist
| Lista de canciones de "Antezana 247" |                                         |               |                       |          |  |
| N.º                                  | Título                                  | Música        | Escritor(es)          | Duración |  |
| 1.                                   | «Bienvenida»                            | Yesan, Oniria | Ysy A, Duki           | 0:29     |  |
| 2.                                   | «Hidro»                                 | Yesan, Oniria | Ysy A                 | 2:44     |  |
| 3.                                   | «Vuelta a la Luna» (con Duki)           | Yesan, Oniria | Ysy A, Duki           | 4:16     |  |
| 4.                                   | «El Amanecer»                           | Yesan, Oniria | Ysy A                 | 3:27     |  |
| 5.                                   | «Enamorada del Diablo» (con Neo Pistea) | Yesan, Oniria | Ysy A, Neo Pistea     | 3:27     |  |
| 6.                                   | «Linaje»                                | Yesan, Oniria | Ysy A                 | 2:46     |  |
| 7.                                   | «Tragos fuertes» (con Obie Wanshot)     | Yesan, Oniria | Ysy A, Obie Wanshot   | 3:34     |  |
| 8.                                   | «Muévelo» (con Marcianos Crew)          | Oniria        | Ysy A, Marcianos Crew | 3:06     |  |
| 9.                                   | «No Sé» (con Duki)                      | Yesan, Oniria | Ysy A, Duki           | 3:19     |  |
| 10.                                  | «Tamo Loco»                             | Yesan, Oniria | Ysy A                 | 3:36     |  |